# 手掌多汗症
手掌多汗症（しゅしょうたかんしょう）とは、多汗症の分類で、身体の一部に多汗を生じる局所性多汗症の内、手の平に限定される症状。突発性と原発性に分類される。

## 症状
掌からの発汗は、緊張・不安などのストレスから交感神経が狂い、体温上昇とは関係なくエクリン腺より汗が過剰に放出される疾患である。手の平という部位のために、日常生活において、様々な支障を及ぼすことがある。

## 原因
詳細は未解明である。原発性は甲状腺機能亢進症のいち症状として出現するほか、突発性の症例では常染色体優性遺伝（単一遺伝子病）の可能性が高いと報告されている。

## レベル（グレード）
湿っている程度から、水滴・したたり落ちる程度を分類した表現をする場合がある。
- レベル1：手が湿っている。（紙が波打つなど。）
- レベル2：手に汗が溜まる。（ハンドタオルなどで拭いてもすぐにまた汗が出る。）
- レベル3：手に水玉ができるくらい。（ひどい場合は汗が滴る事もある。）

## 治療例
薬物療法
- 内服療法：精神安定剤や抗コリン剤（汗の分泌を抑制する）
- 外用療法：塩化アルミニウム液（ただし、製品はないため、各病院で精製している）

皮膚科的治療法
- ブロック療法（星状神経節ブロックや胸部交感神経節ブロック）

外科手術
- 胸腔鏡下交感神経節遮断術（副作用として代償性発汗になる場合がある）